# Абд аль-Кахир аль-Джурджани
Абу Бакр Абд аль-Кахир ибн Абд ар-Рахман ибн Мухаммад аль-Джурджани (араб. أبو بكر عبد القاهر بن عبد الرحمن بن الجرجاني‎; 1009/1010, Горган, Персия — 1078, там же) — персидский учёный, арабский грамматист и богослов шафиитского мазхаба.

## Биография
Учителем Абд аль-Кахира аль-Джурджани был Абу аль-Хусейн Мухаммад ибн аль-Хасан аль-Фариси ан-Навави, племянник арабского грамматиста Абу Али аль-Фариси и продолжатель идей, изложенных аль-Фариси в труде «аль-Ида» (араб. «Осведомление»). Сам аль-Джурджани считал себя последователем таких учёных, как Сибавейхи, Абу Хиляль аль-Аскари и Абу Али аль-Фариси. Им было написано 30 томов комментариев к «аль-Ида».
Аль-Джурджани провёл всю свою жизнь в родном городе Горган и никогда не покидал его. Однако слава об учёном разошлась очень далеко, и многие арабские учёные приезжали в Горган ради встречи с ним.
Аль-Джурджани особенно преуспел в двух науках: ‘ильм аль-баляга (красноречие и искусство риторики) и ‘ильм аль-байан (ветвь арабской риторики, связанная с метафорическим языком). Его оригинальная концепция изложена в двух книгах: «Асрар аль-баляга» (араб. «Секреты риторики») и «Далаиль аль-иджаз фи-ль-Куран» (араб. «Аргументы о неподражаемости Корана»).
Также аль-Джурджани впервые на мусульманском Востоке создал труд о теории литературы, основанный на «Поэтике» Аристотеля.

## Восприятие в современности
Современные арабские исследователи полагают, что аль-Джурджани во многом предвосхитил теорию деконструкции швейцарского лингвиста Фердинанда де Соссюра и идеи Ноама Хомски.